# Littorinimorpha
Littorinimorpha är en ordning av snäckor som beskrevs av Aleksandr Nikolaevich Golikov och Yaroslav Igorevich Starobogatov 1975. Littorinimorpha ingår i klassen snäckor, fylumet blötdjur och riket djur.
Ordningen innehåller bara familjen Ovulidae.

## Bildgalleri

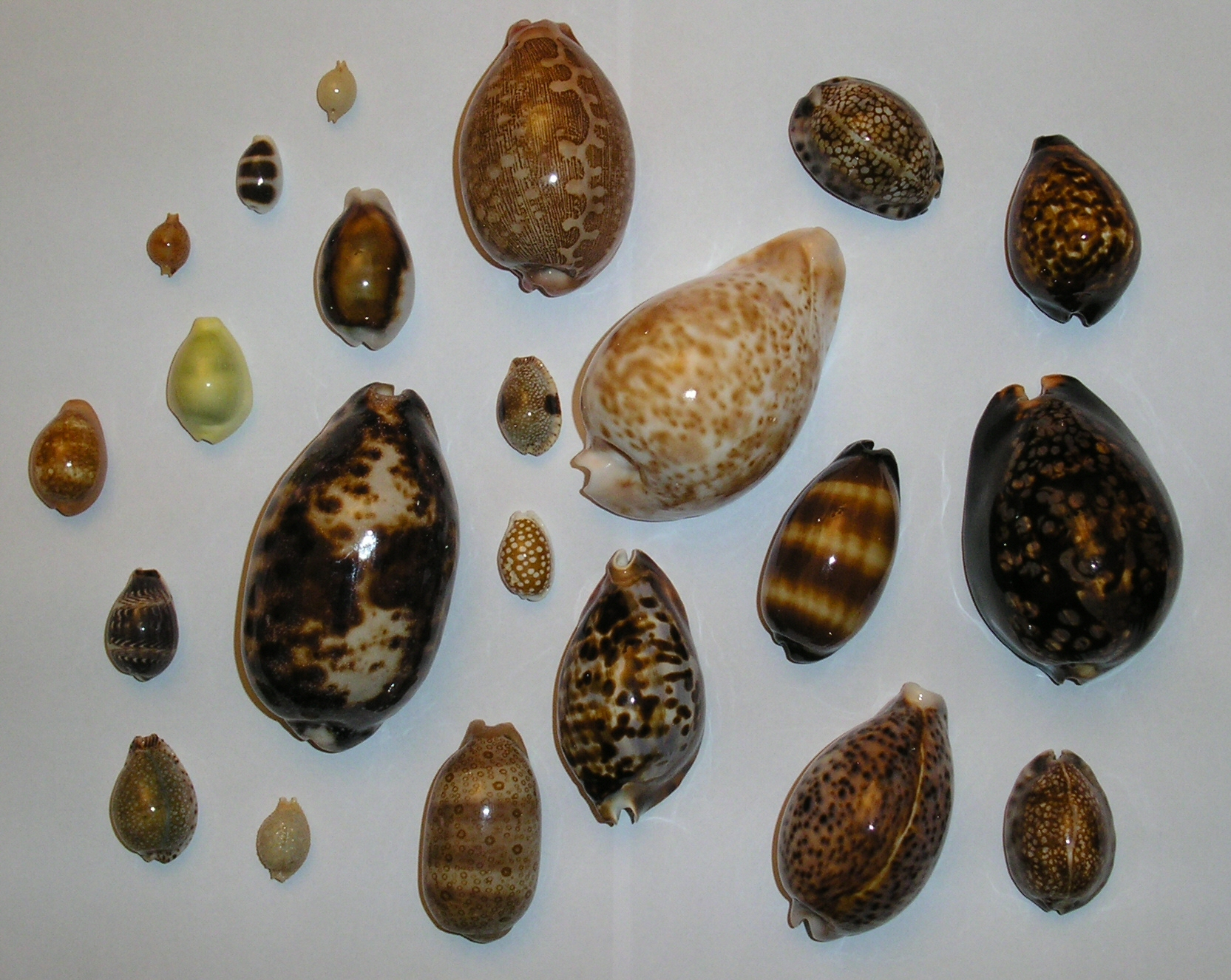
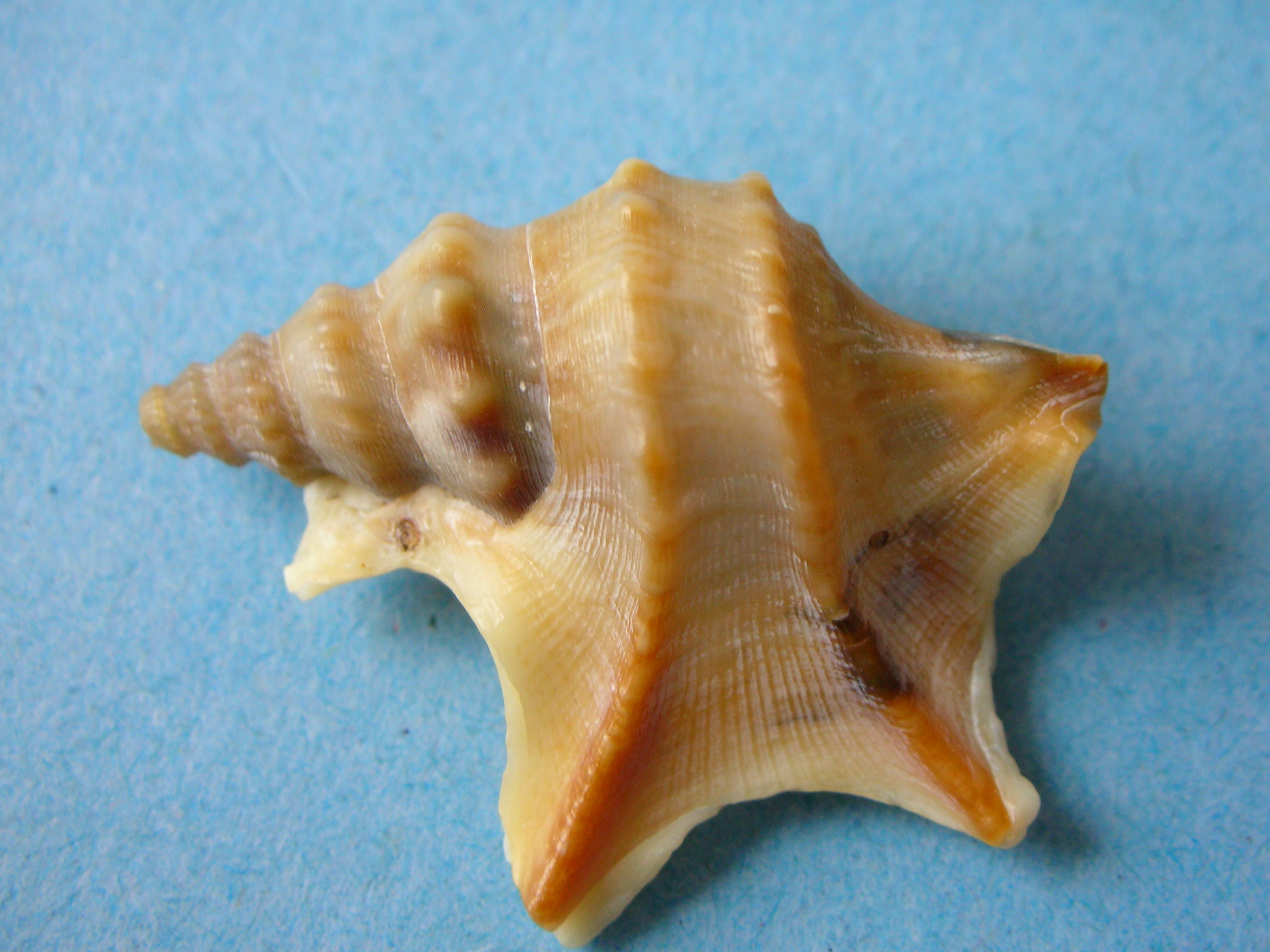
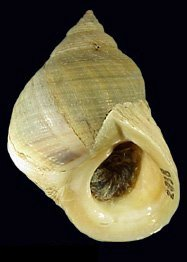
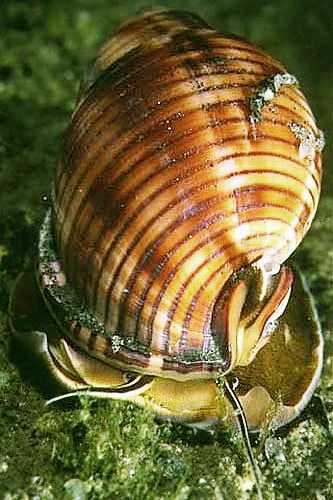
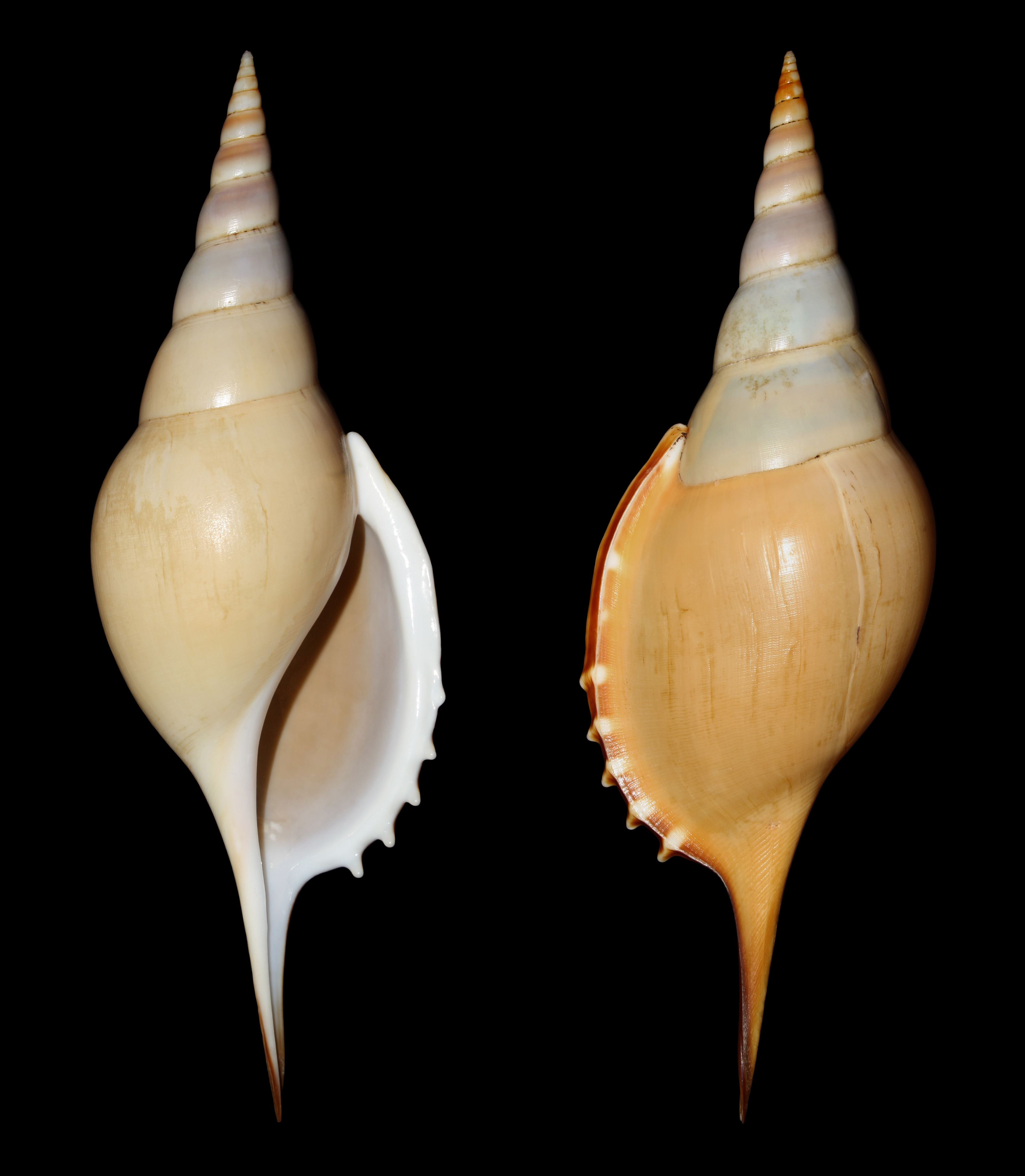